# Lasse Kopitz
Lasse Kopitz (* 21. Mai 1980 in Berlin) ist ein ehemaliger deutscher Eishockeyspieler, der 15 Spielzeiten in der Deutschen Eishockey Liga verbracht hat. Von 2014 bis 2024 war er als Schiedsrichter, hauptsächlich in der DEL, tätig.

## Karriere
Lasse Kopitz begann mit Eishockey im Alter von drei Jahren beim Berliner Schlittschuhclub, bevor er als Knabenspieler zum Lokalrivalen BSC Preussen wechselte. Als Juniorenspieler ging der Verteidiger 1997 nach Schweden, wo er in seinem zweiten Jahr mit Färjestad BK Schwedischer Juniorenmeister wurde. 1999 unterschrieb der Rechtsschütze seinen ersten Profivertrag bei den Krefeld Pinguinen aus der Deutschen Eishockey Liga und spielte jedoch die meiste Zeit mit einer Förderlizenz beim damaligen Oberligisten EV Duisburg. Nach einem Wechsel zu den Revierlöwen Oberhausen war die Saison 2001/02 schließlich die erste, die Kopitz komplett in der DEL auf dem Eis stand. Nach einer Spielzeit bei den Iserlohn Roosters entschied sich der Abwehrspieler 2003 zu einem Wechsel zu den Nürnberg Ice Tigers, bei denen er zwei Jahre spielte und sich zum Top-Verteidiger in der DEL und zum Nationalspieler entwickelte.
Nach der Saison 2004/05 unterzeichnete Kopitz einen Vertrag bei den Grizzly Adams Wolfsburg, welche jedoch in die 2. Eishockey-Bundesliga abstiegen, sodass der Verteidiger bis zur Saison 2006/07 bei den Kölner Haien unterschrieb. Zur Saison 2007/08 wechselte der Berliner zum Ligakonkurrenten Frankfurt Lions. In dieser Saison bildete er die zweite Verteidigungsreihe zusammen mit Jason Marshall. Kopitz erzielte fünf Tore und sechs Vorlagen für die Hessen, in den Playoffs noch einmal eine Vorlage in zwölf Spielen. In der Saison 2008/09 konnte Kopitz nur 39 Hauptrundenspiele für die Lions absolvieren, da er einen Mittelhandbruch erlitten hatte. Dennoch schoss er zwei Tore und gab elf Vorlagen. In den Pre-Playoffs gegen die Hamburg Freezers blieb der Verteidiger in fünf Spielen punktlos. Nach einem weiteren Jahr in Frankfurt unterschrieb Kopitz zur Saison 2010/11 einen Vertrag bei den Iserlohn Roosters und kehrte damit ins Sauerland zurück, wo er 2014 seine Spielerkarriere beendete, um fortan als Schiedsrichter tätig zu sein.
2006 heiratete Kopitz seine langjährige Freundin. Im Jahr 2007 kam die gemeinsame Tochter Danai zur Welt.

### International
Mit der deutschen Nationalmannschaft nahm Lasse Kopitz unter anderem an den Weltmeisterschaften 2003 und 2005 sowie bei den Olympischen Winterspielen 2006 in Turin teil.

### Schiedsrichter
Seit 2014 war Lasse Kopitz als Schiedsrichter im Eissportverband Nordrhein-Westfalen aktiv. In der Saison 2016/17 feierte er in dieser Funktion sein Debüt in der DEL. Zur Spielzeit 2018/19 wurde er Profi-Schiedsrichter. Neben DEL-Partien leitete er auch Länderspiele und Begegnungen in der Champions Hockey League. Er wurde in der DEL in 401 Spielen eingesetzt, bevor er nach dem letzten Hauptrunden-Spieltag der Saison 2023/24, als er erstmals eine Begegnung seines eigenen Clubs, den Iserlohn Roosters, leitete, seine Laufbahn beendete.

## Erfolge und Auszeichnungen
- 1999 Schwedischer Juniorenmeister mit Färjestad BK
- 2004 Teilnahme am DEL All-Star Game
- 2005 Teilnahme am DEL All-Star Game
- 2006 Teilnahme am DEL All-Star Game
- 2008 Teilnahme am DEL All-Star Game
- 2009 Teilnahme am DEL All-Star Game

## Karrierestatistik

### International
Vertrat Deutschland bei:
| - Europameisterschaft der U18-Junioren in der B-Gruppe 1998 - B-Weltmeisterschaft der U20-Junioren 1999 - B-Weltmeisterschaft der U20-Junioren 2000 | - Weltmeisterschaft 2003 - World Cup of Hockey 2004 - Weltmeisterschaft 2005 - Olympische Winterspiele 2006 |

(Legende zur Spielerstatistik: Sp oder GP = absolvierte Spiele; T oder G = erzielte Tore; V oder A = erzielte Assists; Pkt oder Pts = erzielte Scorerpunkte; SM oder PIM = erhaltene Strafminuten; +/− = Plus/Minus-Bilanz; PP = erzielte Überzahltore; SH = erzielte Unterzahltore; GW = erzielte Siegtore; 1 Play-downs/Relegation; Kursiv: Statistik nicht vollständig)